# مائع مشبع
في الديناميكا الحرارية، حالة التشبع للمائع تشير إلى أن درجة حرارة المائع عند نقطة الغليان. ويمكن تطبيق هذا المصطلح بعدة صور:
- سائل مشبع : في حالة سائلة بالكامل ولكن على وشك التبخر.
- خليط بخار-سائل مشبع : سائل وبخار مع بعضهما البعض.
- بخار مشبع : في حالة البخار بالكامل ولكنه على وشك التكثف.